# Cecilie Løveid
Cecilie Løveid (født 21. august 1951 på Mysen, Eidsberg) er en norsk dramatiker, forfatter og digter. Hun er opvokset i Bergen hos sine morforældre, flyttede til Oslo i 1987 og har vært bosat i København fra 1999 til 2011. Senere flyttede hun tilbage til Bergen.
Løveid var en af digterne ved Festspillene i Bergen i 1991.

## Biografi
Hun har gået på Kunst og håndverkskolen, og har desuden studeret teatervidenskab. Løveid debuterede på Gyldendal Norsk Forlag med "Most" i 1972. Hun debuterede som dramatiker på Den Nationale Scene i Bergen med "Vinteren revner" i 1982. hørespilet "Måkespisere" fra 1983 vandt den internationale konkurrence "Prix Italia" i 1983. Nationaltheatrets opførte i 1994 "Maria Q", skuespillet om Vidkun Quisling og hans to importerede hustruer fra Sovjetunionen vakte stor opmærksomhed. Løveid regnes som en af Norges største dramatikere i 1980'erne og 1990'erne. De fleste af hendes skuespil er også blevet oversat og fremført i udlandet. Løveid fået sine værker publiceret på Kolon Forlag siden 1999. Digtet "Rug" fra 1983 er et af Norges mest antologiserede og gennemanalyserede digte. Sindre Ekrem fra B.T. sagde om digtet: "Løveids dikt besitter den egenskapen at de berører fordi de frastøter, og frastøter fordi de berører, men aldri på sentimentalt vis.(...) Noe av det beste som skrives av dikt i dag."

### Drama
- Tingene, tingene – skuespil (1976)[3]
- Mannen som ville ha alt – hørespil (1977)
- Hvide Lam og Lille Tigerinde – hørespil (1980)
- Du, bli her! – hørespil (1980)
- Kan du elske? – fjernsynsteater (1982)
- Måkespisere – hørespil (1983)
- Vinteren rivnar – skuespil (1983)
- Sug – performance (1983)
- Lydia – hørespil (1984)
- Dusj – opera (1984)
- Balansedame: fødsel er musikk – skuespil (1984)
- Titanic – skipet som ikke kunne synke – performance (1985)
- Vift – hørespil (1985)
- Madame Butterfly on the Beach – skuespil (1985)
- Fornuftige dyr – skuespil (1986)
- Sete Sange – performance (1986)
- Fødsel er musikk – hørespil (1988)
- Dobbel Nytelse – skuespil (1988)
- Reise med båt uten båt – musikdrama (1989)
- Da-Ba-Da – danseforestilling (1990)
- Badehuset – performance (1990)
- Tiden mellom tidene eller Paradisprosjektet – skuespil (1991)
- Barock Friise eller Kjærligheten er en større labyrint – skuespil (1993)
- Konsekvens – danseforestilling (1993)
- Maria Q – skuespil (1994)
- Rhindøtrene – skuespil (1996)
- Østerrike – skuespil (1998)
- Sapfokjolen, eller Det hvite smykket som opphever mørket – hørespil (1998)
- Kattejomfruen – skuespil (2001)
- Visning – skuespil (2005)

### Prosaværker
- Most – roman (1972)
- Tenk om isen skulle komme – roman (1974)
- Alltid skyer over Askøy – tekster (1976)
- Mørkets muligheter – (1976)
- Fanget villrose – (1977)
- Sug – roman (1979)
- Badehuset – tekst og foto (1990) (sammen med Lisbeth Bodd og Asle Nilsen)

### Digte
- Mykt glass – (1999)
- Spilt. Nye dikt – (2001)
- Gartnerløs – (2007)
- Nye ritualer – (2008)
- Svartere bunader – (2010)
- Flytterester – (2012)

### Børnebøger
- Lille Pille og Lille Fille i Den Dype Skogs Teater – (1990) (illustreret af Hilde Kramer)
- Hund får besøk – (1993) (illustreret af Marek Woloszyn)
- Den dype skogs teater – (1998) (illustreret af Hilde Kramer)
- Den dype skogs ballett – (1998) (illustreret af Hilde Kramer)
- Den riktige vind: skuespil for barn – skuespil (1999)
- Fars ansikt – (2000) (illustreret af Akin Düzakin)

## Priser
- Gyldendals legat 1979[4][5]
- Prix Italia for bedste radioteater 1983, for Måkespisere (sammen med Nicole Macé)[6]
- Aschehougprisen 1984
- Prix Future 1985
- Kultur- og kirkedepartementets billedbokpris for barne- og ungdomslitteratur 1990, for Lille Pille og Lille Fille i Den Dype Skogs Teater (sammen med Hilde Kramer)
- Doblougprisen 1990
- Amalie Skram-prisen 1998
- Ibsenprisen 1999, for Østerrike
- Gyldendalprisen 2001